# 潘展楽
潘 展楽（ばん・てんらく/パン・ジャンルー、拼音: Pān Zhǎnlè、簡体字: 潘 展乐）は、中国・温州市の競泳選手。専門は自由形。2024年パリオリンピック100m自由形金メダリスト。100m自由形世界記録保持者。

## 略歴
2022年、ブダペストで行われた世界水泳選手権に出場し、100m自由形で47.79を記録（4位）。同年メルボルンで行われた世界短水路選手権の100m自由形で45.77の短水路アジア記録を樹立した（6位）。
2023年の中国選手権の100m自由形で47.22のアジア記録を樹立。同年のアジア大会 100m自由形で46.97を記録し、アジア人史上初の46秒台を記録。
2024年、ドーハで行われた世界水泳選手権で4×100mフリーリレーにて46.80の本種目アジア人史上初の世界記録を樹立した。
2024年パリオリンピックの100m自由形に出場し、46秒40の世界新記録で優勝した。

## 記録
- 50m自由形
  - 21.92（2023年、アジア大会）

- 100m自由形
  - 47.22 アジア記録（2023年、中国選手権）
  - 46.97 アジア人史上初の46秒台（2023年、アジア大会）
  - 46.40 世界記録（2024年、パリオリンピック）
- 200m自由形
  - 1:44.65（2023年、中国選手権）

- 400m自由形
  - 3:46.40（2023年、中国選手権）
- 800m自由形
  - 7:59.15（2023年、中国選手権）